# Peru i olympiska sommarspelen 1936
Peru deltog med 40 deltagare vid de olympiska sommarspelen 1936 i Berlin. Ingen av landets deltagare erövrade någon medalj.